# Herbeumont
Herbeumont (en wallon Arbûmont) est une commune francophone de Belgique située en Région wallonne dans la province de Luxembourg, ainsi qu’un village où siège son administration. Elle fait partie du Parc national de la Vallée de la Semois .

## Géographie

### Situation
Le village est situé dans la partie méridionale de l'Ardenne belge. Il est entouré, sur trois côtés par la Semois, un affluent de la Meuse, et par la Vierre, un affluent de la Semois.
Le village d'Herbeumont est délimité au nord-ouest, ouest et sud par la Semois. Il est isolé dans l’ouest du territoire communal, les autres villages occupant la partie nord-est.
| Bertrix     |            |             |
|             | Herbeumont | Neufchâteau |
| Florenville |            | Chiny       |

### Localités

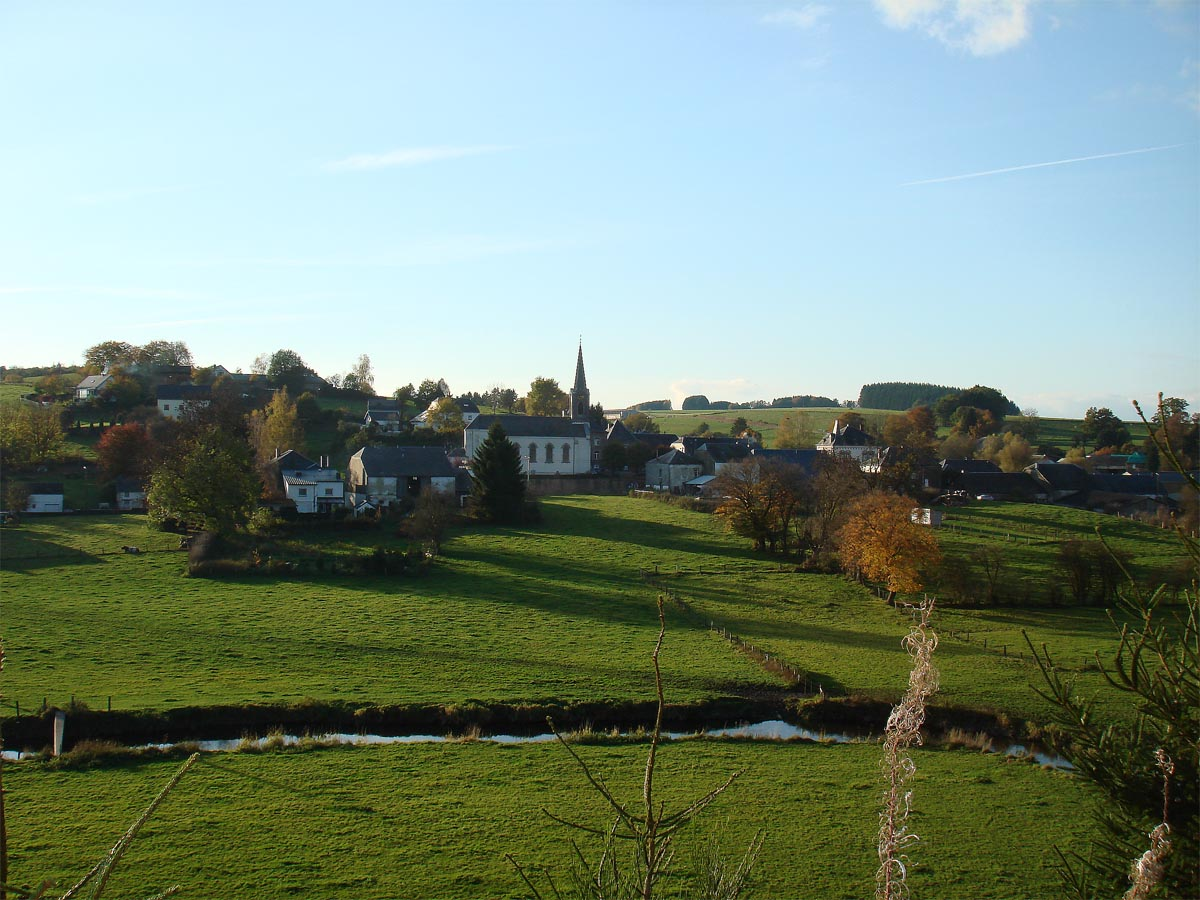
Martilly.

#### Sections
| # | Nom          | Superf. (km²) | Habitants (2020) | Habitants par km² | Code INS |
| - | ------------ | ------------- | ---------------- | ----------------- | -------- |
| 1 | Herbeumont   | 23,54         | 644              | 27                | 84029A   |
| 2 | Saint-Médard | 14,47         | 591              | 41                | 84029B   |
| 3 | Straimont    | 20,40         | 414              | 20                | 84029C   |

#### Villages et hameaux
Les autres villages et hameaux faisant partie de la commune sont Martilly, Gribomont et Menugoutte. Des lieux-dits bien connus sont Linglé, Les Foulouzes.

### Utilisation du sol
La commune est couverte à environ 61,3 % de forêts, 10,9 % de prairies, 14,9 % de terres cultivées, 4,9 % de terres vaines et vagues, 2,7 % de terrains artificialisés (résidentiels, dévolus au transport…).

## Population

### Évolution démographique avant la fusion de 1977
- Source: DGS, 1831 à 1970=recensements population, 1976= habitants au 31 décembre

### Évolution démographique de la commune fusionnée
En tenant compte des anciennes communes entraînées dans la fusion de communes de 1977, on peut dresser l'évolution suivante:
Les chiffres des années 1831 à 1970 tiennent compte des chiffres des anciennes communes fusionnées.
- Source: DGS , de 1831 à 1981=recensements population; à partir de 1990 = nombre d'habitants chaque 1 janvier[5]

### Migrations, diaspora et retrouvailles
Au XIXe siècle, plusieurs natifs d'Herbeumont ont tenté leur chance dans l'ouest américain et certains se sont établis définitivement là-bas,. Au XXe siècle aussi, la recherche d'un emploi a mené bien des Herbeumontois à quitter leur village.
Le 17 mai 1986, une grande fête de « retrouvailles » fut organisée au village, qui rassembla autour des villageois environ 800 personnes issues de la « diaspora » herbeumontoise. Afin de garder le contact, la revue trimestrielle Le Saglé est née en 1987 et a véhiculé informations et souvenirs pendant 20 ans. Le dernier numéro du Saglé paraît en 2007, de même qu'un ouvrage collectif sur l'histoire d'Herbeumont basé sur une sélection des articles qui y furent publiés.

## Histoire
En 1285, Jean de Rochefort signe seigneur de Château Thierry et ban d’Orjo, du nom de son apanage. Il reçoit en 1294 Herbeumont. Son fils, Robert d’Orjo, seigneur de Château Thierry et Orjo, trouve un accord avec l’abbé de Saint-Hubert au sujet du ban d’Anseremme en 1320.
La plus ancienne pierre tombale du cimetière d'Herbeumont atteste l'existence dudit cimetière, et vraisemblablement d'une église, au XVe siècle.
En août 1914, après l'ultimatum allemand contre la Belgique et l'invasion allemande à l'Ouest, le centre du village d’Herbeumont est totalement incendié par les Allemands . La plupart des maisons devront être reconstruites .
Au cours de la Seconde Guerre mondiale, le 10 mai 1940 les Allemands envahissent la Belgique. Ainsi, dans les premières heures du 12 mai 1940, Herbeumont est prise par les Allemands de la 10e Panzerdivision, du XIX. Armee-Korps (mot.) qui a pour objectif de traverser la Meuse au niveau de Sedan.
En 1977, la fusion des anciennes communes d'Herbeumont, Saint-Médard et Straimont donne à la commune sa forme actuelle.

## Héraldique
|  | Les seigneurs de Herbeumont possédaient des armoiries. La commune n’en a cependant adopté aucune. Blasonnement : D’azur à trois fasces d’or. Source du blasonnement : Lieve Viaene-Awouters et Ernest Warlop, Armoiries communales en Belgique, Communes wallonnes, bruxelloises et germanophones, t. 1 : Communes wallonnes A-L, Bruxelles, Dexia, 2002, p. 418-419. |

## Politique et administration

### Collège et conseil communal 2024-2030
Ci-dessous, le tableau des résultats des élections communales de 2024.
| Parti | Parti       | Voix (2024) | Voix (2018) | % (2024) | % (2018) | +/-    | Sièges | +/- | Collège |
| ----- | ----------- | ----------- | ----------- | -------- | -------- | ------ | ------ | --- | ------- |
|       | Action      | 1.083       | 894         | 100,00%  | 80,40%   | 19.6 % | 9 / 9  | 1.0 | Oui     |
|       | Alternative | -           | 218         | -        | 19,60%   | 0.0 %  | - / 9  | 1.0 | Non     |
| Total | Total       | 1 083       | 1 112       | 100 %    | 100 %    |        | 9      |     |         |

| Collège communal  |                    |                      |
| ----------------- | ------------------ | -------------------- |
| Bourgmestre       | Catherine Mathelin | Les Engagés - Action |
| 1er Échevin       | Eddy Pirlot        | Action               |
| 2e Échevin        | Cédric Gillet      | Action               |
| 3e Échevine       | Fabienne Henrion   | Action               |
| Président du CPAS | Jean-Paul Chenot   | Action               |

### Organisation administrative
Herbeumont fait partie

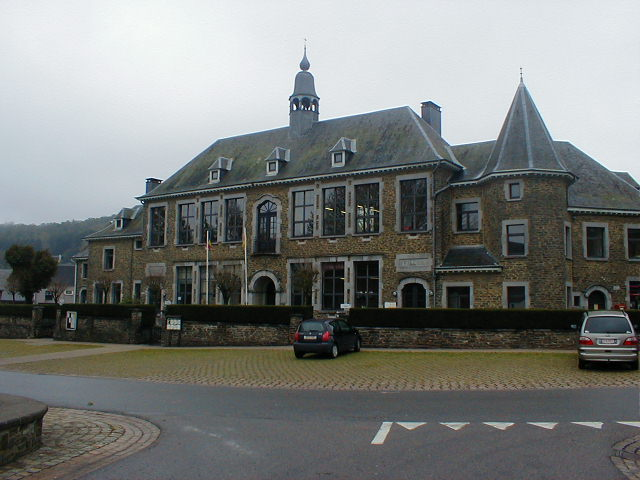
La maison communale d'Herbeumont.

- de l'arrondissement administratif de Neufchâteau ;
- du canton judiciaire de Saint-Hubert, Bouillon et Paliseul[19], où il dépend du siège de Bouillon[20];

### Sécurité et secours
La commune fait partie de la zone de police Semois et Lesse pour les services de police, ainsi que de la zone de secours Luxembourg pour les services de pompiers. Le numéro d'appel unique pour ces services est le 112.

## Patrimoine et culture

### Patrimoine bâti

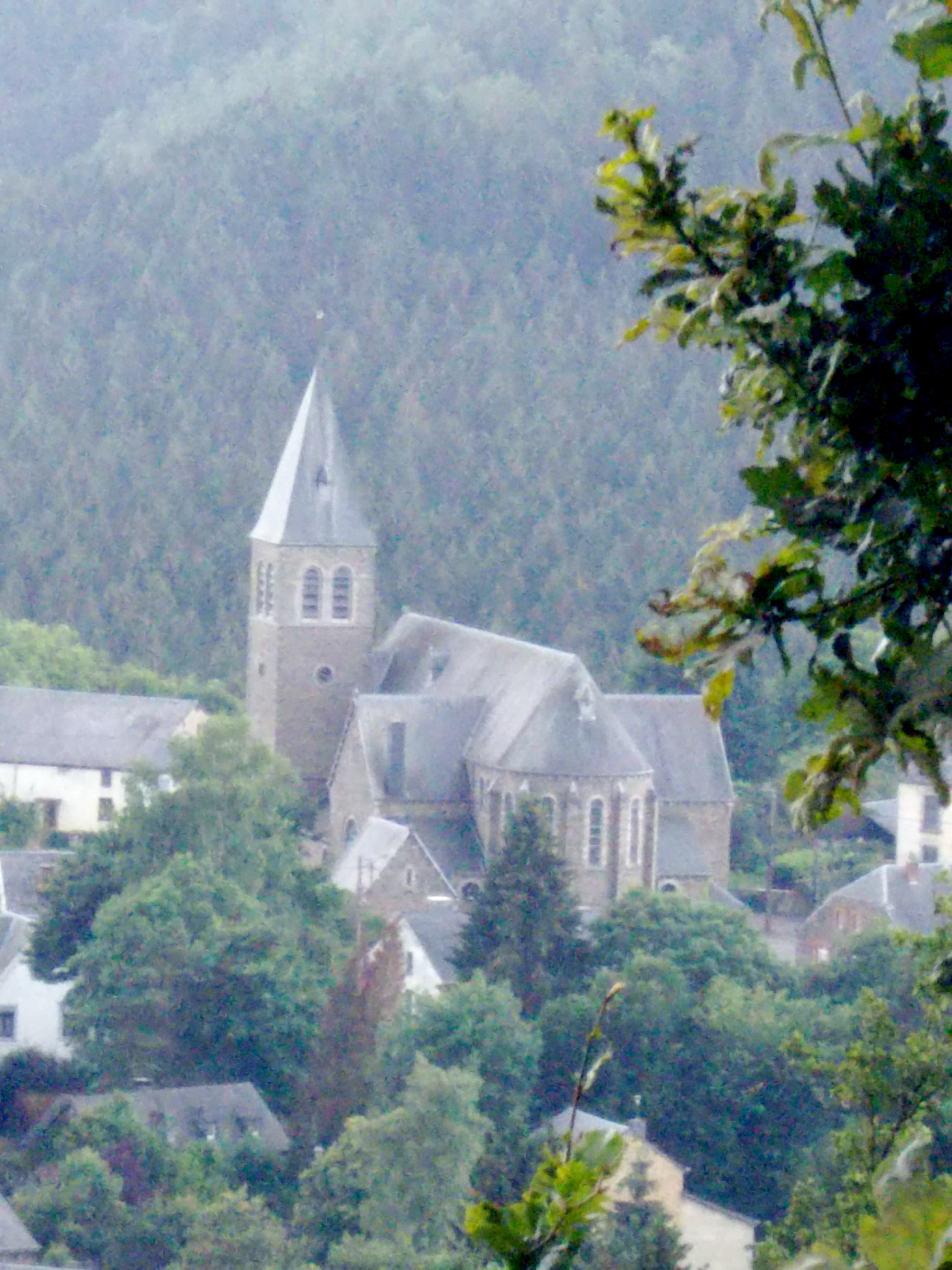
L'église Saint-Nicolas.

Le château, en ruine, situé sur une colline escarpée au sud-ouest du village, est classé au patrimoine majeur de Wallonie.
Au cœur du village d'Herbeumont, l'église Saint-Nicolas actuelle a été inaugurée le 12 octobre 1903. La Poste a fêté le centenaire de cet événement local en la choisissant pour sujet d'un timbre-poste émission spéciale Noël-Nouvel An 2003.

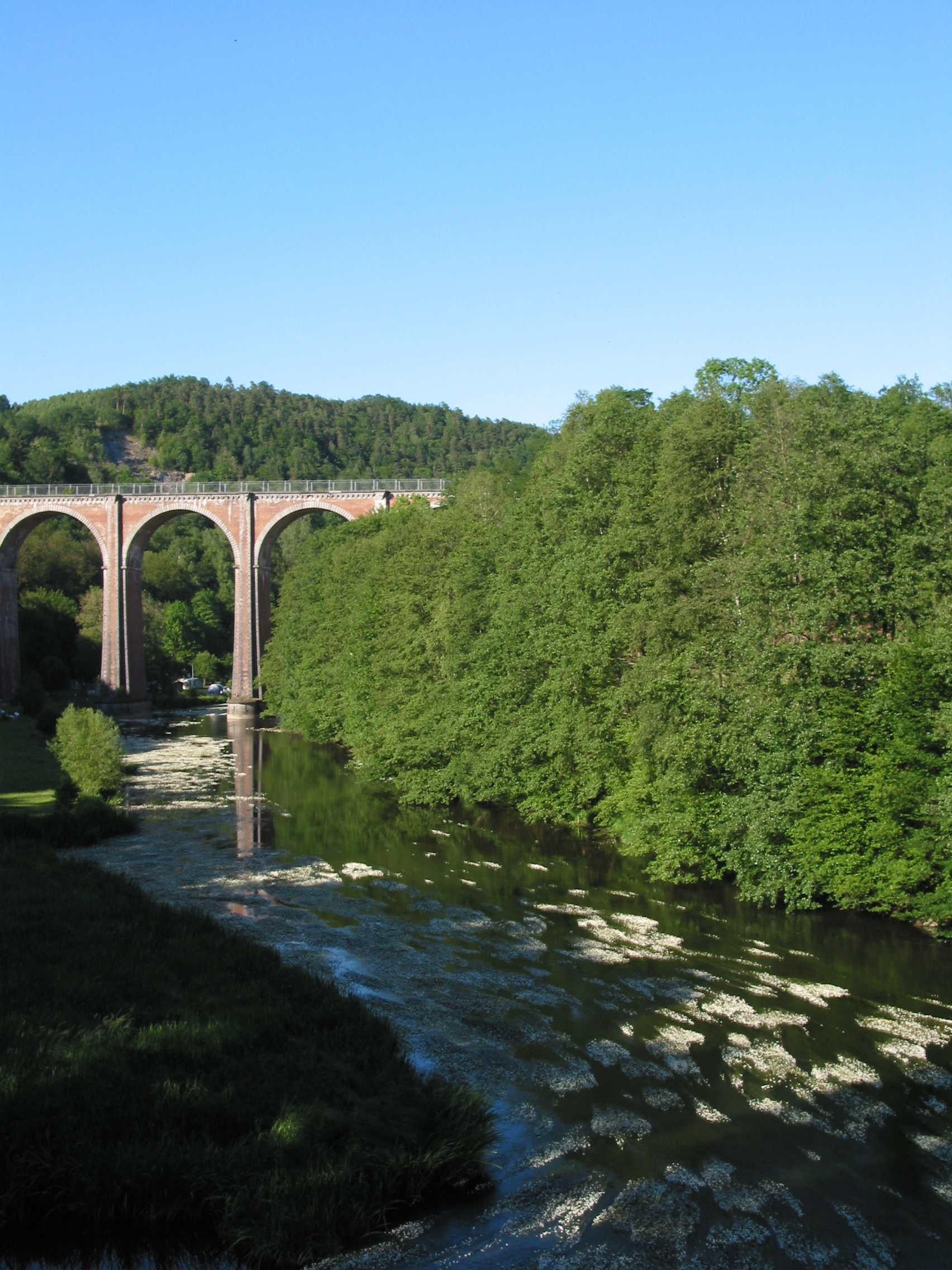
Le viaduc de Conques sur la Semois à Herbeumont.

La Ligne de chemin de fer 163A (Bertrix-Muno), créée en partie pour desservir l'industrie ardoisière de la région à son heure de gloire, fut fermée et déferrée à partir de 1972. Le tracé en est spectaculaire et comprend plusieurs ouvrages d'art dont le viaduc de Conques à Herbeumont , doté de sept arches, qui franchit la vallée de la Semois à 40 m de hauteur . Après deux ans de rénovations, ce viaduc est rouvert en janvier 2022 aux promeneurs (Vidéo ).  
L’habitat traditionnel, composé principalement de fermes et petites maisons en schiste et grès du XIXe siècle, représente encore une part significative du bâti local.
Herbeumont compte aussi plusieurs monuments et autres éléments de patrimoine à la mémoire des Belges décédés lors de conflits armés.

## Économie

### Principaux secteurs d'activité

#### Industrie et mines
- Le travail du verre, au XIVe siècle[29].
- Le travail du fer, au XVIIe siècle, dans la vallée de l'Antrogne[30].
- L'extraction du schiste ardoisier pour la confection d'ardoises, dans des mines creusées dans les vallées du ruisseau d'Aise et de la Semois (roches du Dévonien inférieur) a débuté avant le XVIIIe siècle[31],[32]. Grâce à leur pierre reconnue d’excellente qualité, le développement des ardoisières d’Herbeumont prend de l’ampleur dans les années 1830, atteignant vers 1838 une production annuelle de 8 millions d’ardoises[33]. Vers 1870-80, les ardoisières d'Herbeumont occupent environ 380 ouvriers[34]. L'activité déclina alors progressivement, malgré l'arrivée du chemin de fer. En 1956, l'ardoisière du Grand Babinay fut la dernière à fermer parmi celles sises sur l'actuel territoire communal[35].
- L'extraction du schiste a repris au Grand Babinay[36] au XXIe siècle (début du projet en 1999), cette fois à ciel ouvert. La production d'ardoises de couverture n'étant plus rentable, cette carrière fournit maintenant divers autres matériaux destinés à la construction (pierres de maçonnerie…) et surtout des articles d'aménagement intérieur (salles de bain…) et extérieur (pas japonais, copeaux…)[37].
- La Semois a longtemps fait fonctionner deux moulins à farine à Herbeumont[38]: le moulin des Nawés, aussi appelé moulin (du) Deleau, et le moulin Willaime. De même, la Vierre a fait fonctionner le moulin de Gribomont jusqu’en 1970 pour moudre le grain et scier le bois, tandis que le moulin de la Cochette était alimenté jusqu’en 1949 par le ruisseau de Neufchâteau pour moudre le grain des habitants de Martilly, Menugoutte et Straimont[39].

#### Agriculture, foresterie, chasse et pêche
- La culture du tabac[40] à la fin du XIXe siècle[41] et au début du XXe siècle[42], dans la foulée de l'engouement suscité par les premières réussites à Alle et environs.
- La culture de l'épicea, dont les usages ont évolué au fil du temps : bois de mine, bois de trituration (pâte à papier), sapins de Noël.
- La chasse et la pêche

#### Tourisme
Le tourisme, à l'heure actuelle, repose notamment sur une offre de 95 km de promenades et la visite de quelques lieux spécifiques tels le château. L'une des 36 "zones de baignades" officiellement reconnues en Région wallonne a été désignée à Herbeumont le 25 octobre 1990. Herbeumont fait partie de l' Ardenne belge.
- Activité Horeca ;
- Campings.

Le secteur touristique est cependant en difficulté, devant faire face à une diminution très significative de la fréquentation ayant un impact direct sur la rentabilité des établissements commerciaux. En 2012, la commune a confié à l’intercommunale IDELUX la réalisation d’une étude sur les pistes de redéploiement touristique.

### Revenus
Comme la plupart des communes wallonnes, Herbeumont est importatrice nette de revenus du travail. D'après une étude menée sur base des revenus nets de 2001, 54,6 % des revenus du travail générés à Herbeumont bénéficient directement aux habitants de la commune, le reste allant principalement aux habitants de communes proches (10 % à Bertrix, 6,3 % à Florenville, 6 % Bouillon…). Cependant, cela représente à peine 16,5 % du total des revenus du travail de l'ensemble des habitants alors que 17,6 % de ce revenu provient du Grand-Duché de Luxembourg, 14,8 % de Bertrix et 14 % encore de Libramont-Chevigny.
Selon cette même étude, le revenu net moyen par habitant en 2001 était d'environ 10 600 euros. Globalement, les Herbeumontois tirent 48,5 % de leurs revenus du travail et 20,7 % du patrimoine, le restant correspondant aux revenus dits « de transfert » (pensions, CPAS, ONEM, prestations familiales).

## Personnalités
- Jean-Nicolas Perlot (1823‑1900), chercheur d'or, y est né et y est inhumé[48].
- Georges Deleau (1871‑1938), peintre, y est né. Une rue porte son nom.
- Jean Pierlot (né à Cugnon le 16 mai 1881), frère du Premier ministre Hubert Pierlot, est curé d'Herbeumont, résistant mort en déportation le 7 janvier 1944 au camp de concentration nazi de Neutitschein, en Moravie-Silésie, Tchéquie [49].
- Armand Capon, autre prêtre d'Herbeumont, (né à Aisne - Heyd (Durbuy), le 16 décembre 1894) est aussi mort déporté, le 30 mars 1945 au camp de concentration nazi de Bergen-Belsen, en Basse-Saxe, Allemagne[50] .
- Marcel Leroy (1911‑1973), poète et écrivain, y est né. Une plaque commémorative est apposée sur la maison où il passa son enfance au coin de la rue de la Roche et de la rue de l'Horloge.
- Joseph Alain Leroy (1920‑1985), prêtre franciscain et 1er évêque du diocèse de Kilwa, y est né. Dans l'église, une vitrine présente quelques objets lui ayant appartenu.
- Guy Bosquet (1926‑1985), peintre, y est né, y a résidé et y est inhumé.
- Serge Reding (1941‑1975), haltérophile, y bat ses deux premiers records du monde[51] et y est inhumé.